# Knight
För andra betydelser, se Knight (olika betydelser).

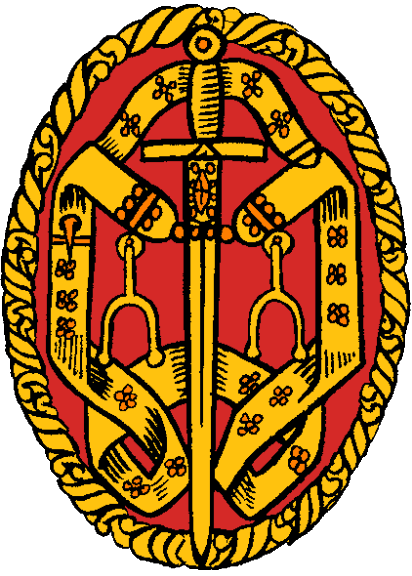
Insignium för en Knight Bachelor, infört 1926.

Släpspänne för en Knight Bachelor.

Knight (av fornengelska cniht, gosse, tjänare, sven; av gemensam härkomst med tyska Knecht och svenska knekt) är en brittisk titel för personer som blivit adlade genom att ha fått the accolade eller dubbats, antingen genom att ha förlänats en av de högre graderna i en brittisk riddarorden eller utnämnts till Knight Bachelor.

## Dubbning
Män kan dubbas till riddare av den brittiska monarken genom att upptas i en högre grad i någon av de brittiska riddarordnarna eller genom att utnämnas till Knight Bachelor. Detta medför rätt till titeln sir före förnamnet. En kvinnlig ordensmedlem bär i allmänhet titeln dame. Maka till en manlig medlem tilltalas lady följt av efternamnet.
För att kunna erhålla inträde i en orden måste vederbörande vara undersåte till den brittiska monarken. Det vill säga vara medborgare, eller av likvärdig status, inom det Förenade konungariket Storbritannien och Nordirland eller i någon annan av samväldesrikena.

## Hedersmedlemmar
Andra furstar, undersåtar till andra furstar, och medborgare i republiker kan dock erhålla inträde, men endast i egenskap av hedersmedlemmar. Antalet fullvärdiga medlemmar är i regel strikt begränsat, medan antalet hedersmedlemmar kan vara betydligt större. En hedersmedlem har sålunda inte rätt till predikaten sir eller dame.
Möjligheten att få ett hedersmedlemskap omvandlat till fullt medlemskap efter att ha blivit brittisk medborgare finns, men begränsas exempelvis av antalet platser för fullvärdiga medlemmar.

## Inte adelskap
De kungliga ordnarna är en del av det brittiska belöningssystemet och ger bland annat innehavaren rätt till att använda en viss titel. Medlemskap i en orden innebär dock inte något formellt adelskap, men har historiskt jämförts med lågadel i brist på en formell sådan.